# نهادهای اسپرانتیک
نهادهای اسپرانتیک یا سازمان‌های اسپرانتو به کلیهٔ نهادهائی گفته می‌شود که در ارتباط با زبان فراساخته‌ی اسپرانتو هستند و در جنبش جهانی اسپرانتو که نهضتی است برای محقق ساختن استفادهٔ بین‌المللی از این زبان به‌عنوان زبان مشترک جهانی، نقشی را بازی می‌کنند. برخی از این سازمان‌ها به شرح زیرند:
- فرهنگستان اسپرانتو
- سازمان جهانی اسپرانتو
- بنیاد مطالعات اسپرانتو
- سازمان جهانی جوانان اسپرانتودان
- خدمات گذرنامه‌ای اسپرانتو
- شبکه نمایندگی سازمان جهانی اسپرانتو
- کانون نویسندگان اسپرانتوزبان
- لرنو! سازمانی برای آموزش رایگان اسپرانتو به بیش از ۴۰ زبان دنیا
- انجمن اسپرانتوی ایران
- کمیتۀ زبان اسپرانتو